# Martin Stocklasa
Martin Stocklasa (Grabs, 29 maggio 1979) è un allenatore di calcio ed ex calciatore liechtensteinese, di ruolo difensore.
È il fratello di Michael Stocklasa.

## Carriera

### Club
Dopo aver iniziato nel 1997 nel Vaduz, approdò nell'estate 1999 allo Zurigo. Militò nella stagione 2000-2001 in prestito al Kriens prima di ritornare a Zurigo per una stagione e poi al Vaduz, nel 2002. Dal 2006 al 2008 militò nella Dinamo Dresda, tra la seconda e la terza divisione tedesca.
Acquistato dal Ried, esordisce nella Bundesliga austriaca nel 2008. Con i neroverdi vince la Coppa d'Austria 2010-2011.

### Nazionale
Finora Stocklasa ha giocato con la maglia del Liechtenstein 76 partite, impreziosite da cinque reti. Debuttò il 31 agosto 1996 contro l'Irlanda (0-5) durante un match valido per le qualificazioni a Francia 1998.

## Palmarès

### Giocatore

#### Club
- Coppa del Liechtenstein: 6

Vaduz: 1997-1998, 1998-1999, 2002-2003, 2003-2004, 2004-2005, 2005-2006
- Coppa Svizzera: 1

Zurigo: 1999-2000
- Challenge League: 2

Vaduz: 2002-2003
San Gallo: 2011-2012
- Coppa di Sassonia: 1

Dinamo Dresda: 2007
- Coppa d'Austria: 1

Ried: 2010-2011

### Allenatore

#### Competizioni nazionali
- Coppa del Liechtenstein: 1

Vaduz: 2022-2023